# Hipparchia senthes
Hipparchia senthes är en fjärilsart som beskrevs av Hans Fruhstorfer 1908. Hipparchia senthes ingår i släktet Hipparchia och familjen praktfjärilar. Inga underarter finns listade i Catalogue of Life.